# Święte słowa
Święte słowa – czwarty studyjny album polskiego rapera Małpy, będący jednocześnie jego piątym albumem solowym. Wydawnictwo ukazało się 27 czerwca 2025 roku nakładem wytwórni Proximite. Album został w całości wyprodukowany przez Steve’a Nasha.
W ramach promocji zostały zrealizowane teledyski do utworów „Święte słowa”, „Suma wszystkich strachów”, „Dla kontrastu” i „Preferuję prosty przekaz”.
Nagrania dotarły do 2. miejsca zestawienia OLiS.

## Lista utworów
Opracowano na podstawie materiału źródłowego.
1. „Święte słowa” – 2:30
2. „Dla kontrastu” (trąbka, flugelhorn, euphonium: Jacek Pohl; wokal: Marta Rogalska) – 3:48
3. „Maluję twój obraz” (trąbka, flugelhorn, euphonium: Jacek Pohl) – 3:19
4. „Wielkie oczy” (scratche: Pan Jaras; gitara: Paweł Zalewski) – 3:37
5. „Czarne chmury” (scratche: Pan Jaras; gitara: Sławomir Kosiński) – 3:09
6. „Keczup” (scratche: Pan Jaras; saksofony: Maciej Sikała) – 3:18
7. „Preferuję prosty przekaz” (scratche: Pan Jaras) – 3:18
8. „Za dużo słów” (trąbka, flugelhorn, euphonium: Jacek Pohl) – 3:52
9. „Tata z mikrofonem” – 3:18
10. „Oto ciało moje” (trąbka, flugelhorn, euphonium: Jacek Pohl) – 4:02
11. „Umami” – 3:08
12. „Suma wszystkich strachów” – 3:07

## Święte słowa. Postscriptum
Minialbum dodawany w opcji preorderu jako dodatek do płyty Święte słowa. Zawiera alternatywne wersje utworów oraz utwór bonusowy.

### Lista utworów
Opracowano na podstawie materiału źródłowego.
1. „Gerber (Bonus track)” (scratche: Pan Jaras; gitara: Sławomir Kosiński) – 3:35
2. „Gerber_Mixtape_02_Flute+Dark” – 2:27
3. „Fighter_12_Olej_Steve_Melody_Korekta” – 3:04
4. „American_Dream_04_Filtered” – 3:35
5. „Eyes_Grove_21_Olej” (wokal: Nina Minor) – 4:09
6. „Dirty_Glider_01” – 2:55